# USS Zumwalt (DDG-1000)

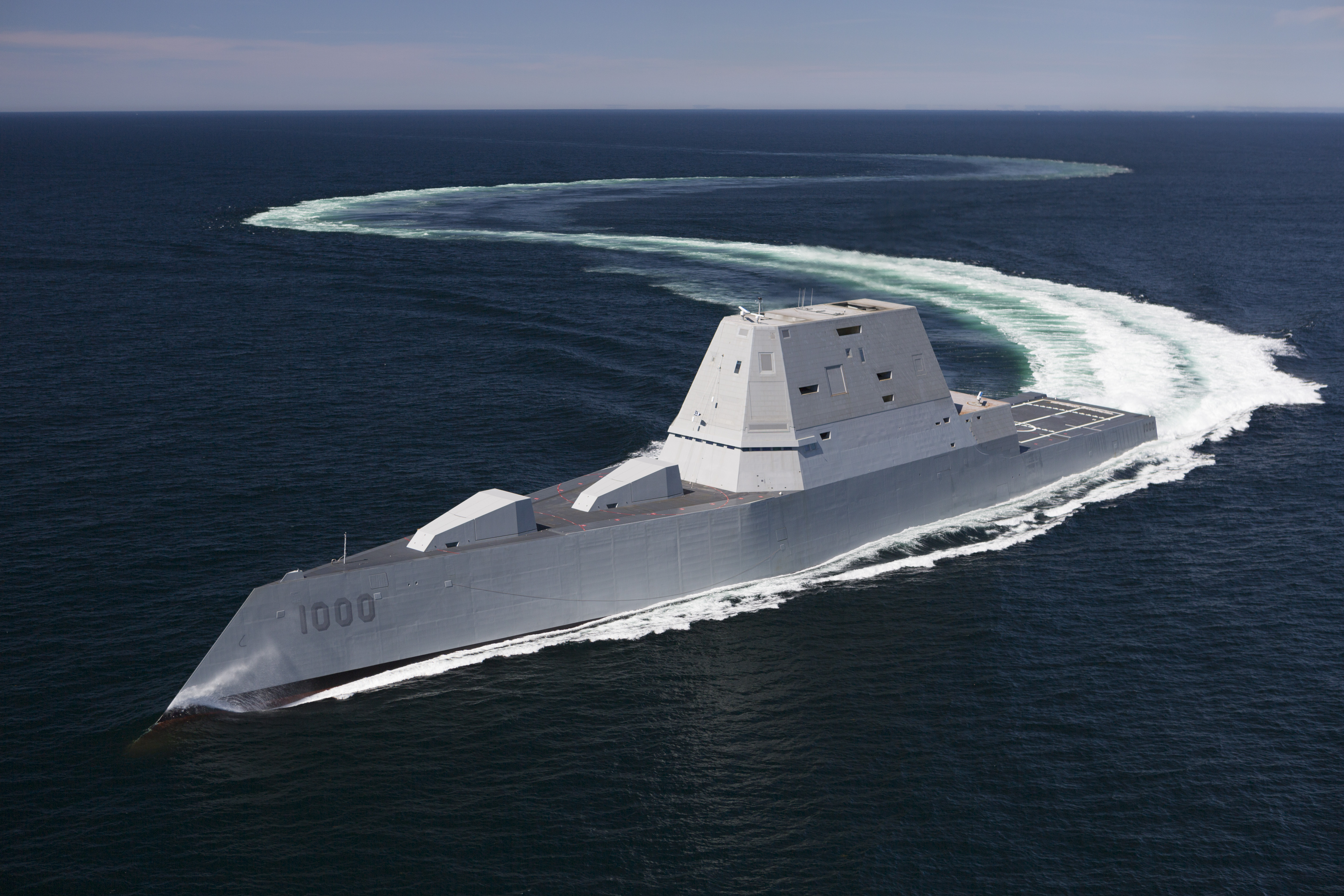
USS Zumwalt (DDG 1000)

USS Zumwalt (DDG-1000) là một tàu khu trục lớp Zumwalt của Hoa Kỳ. Tàu được hạ thủy vào tối ngày 28/10/2013. Tàu khu trục Zumwalt được đặt theo tên của cố đô đốc hải quân trẻ tuổi nhất nước Mỹ Elmo "Bud" Zumwalt.
Khu trục hạm Zumwalt được thiết kế với dự kiến thay thế các tàu khu trục lớp Arleigh Burke của Hải quân Mỹ. Việc chậm trễ trong quá trình đóng đã khiến chi phí đội lên gấp 3 lần, chi phí cho 3 tàu lớp Zumwalt ước tính khoảng 12,3 tỉ USD, cao hơn 37% so với con số 8,9 tỉ USD ban đầu. Chi phí đóng mỗi tàu lên đến 4,1 tỷ USD. Tính tổng chi phí nghiên cứu và phí phát sinh, dự án này được cho là tiêu tốn 22 tỉ USD.
Ban đầu Mỹ dự tính đóng 32 tàu loại này, tuy nhiên giá thành quá cao và gặp nhiều trục trặc kỹ thuật nên cuối cùng chỉ có 3 tàu được đóng. Do vậy, dù được tích hợp nhiều công nghệ mới nhưng USS Zumwalt được xem là một thiết kế không thành công. Tàu zumwalt cũng là một trong những tàu có thể phóng tên lửa với tầm xa nhất thế giới

## Tính năng

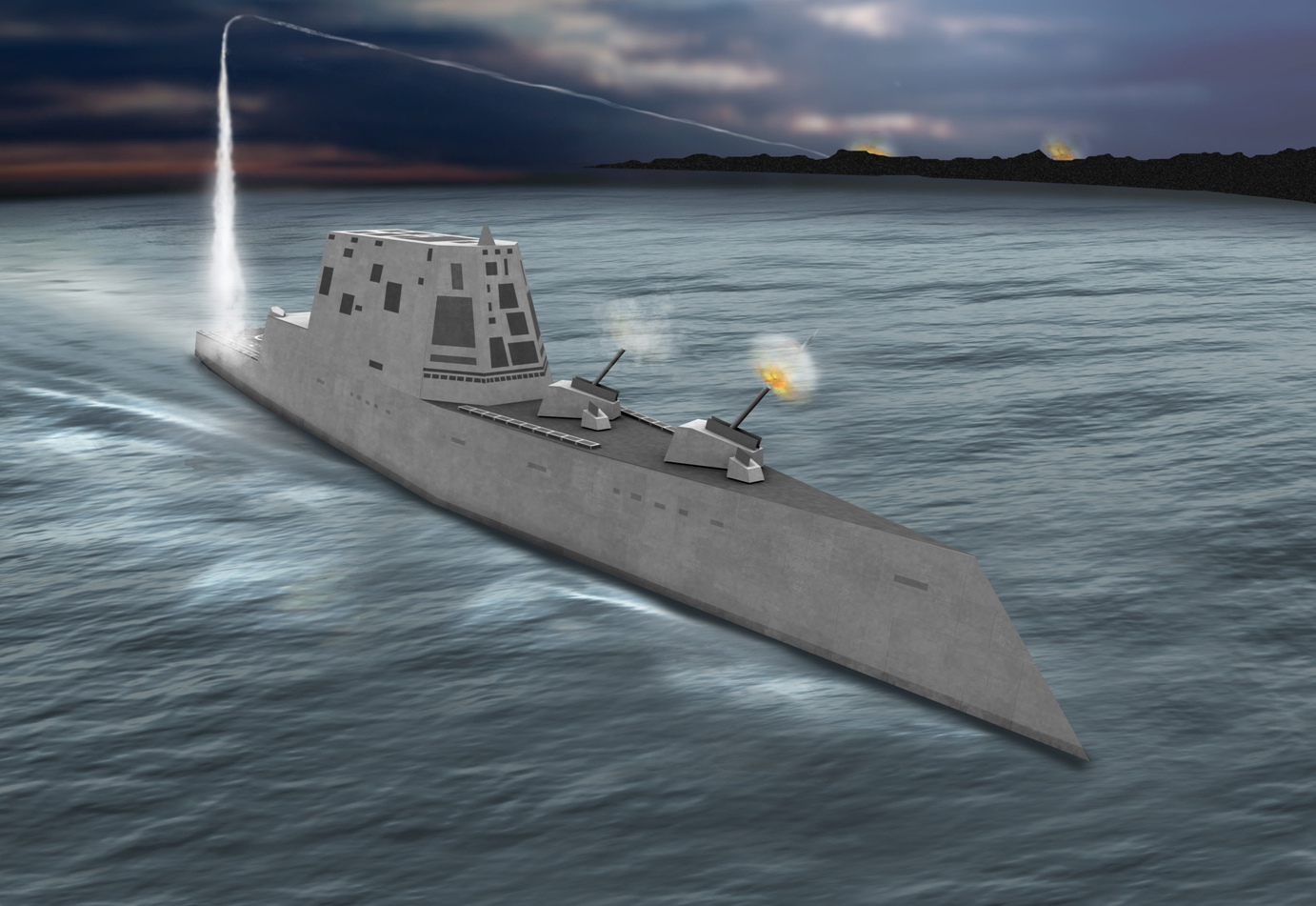
Tranh vẽ mô tả tàu khu trục USS Zumwalt, chiếc dẫn đầu của lớp DD (X)

Lợi thế lớn nhất của USS Zumwalt là khả năng tàng hình. USS Zumwalt có hình dáng hoàn toàn khác với mọi tàu chiến thông thường, các cột ăng ten, đĩa radar và thiết bị viễn thông đều nằm khuất hoặc được bao bọc bên trong một cấu trúc nặng 900 tấn ở bên trên con tàu. Chiếc tàu chiến có trọng tải trên 14.000 tấn này được tuyên bố có độ bộc lộ radar chỉ bằng 1 tàu loại nhỏ, cự ly bị rada đối phương phát hiện giảm đi 2,5 lần so với tàu cùng kích cỡ. Zumwalt cũng được đánh giá là tàu mặt nước hoạt động yên tĩnh hơn cả các tàu ngầm hiện đại.
Tàu có chiều cao 32 m, thân tàu dài 182 m. Tàu có hệ thống máy tính và tự động hóa được trang bị với số lượng lớn, Zumwalt giúp tinh giảm số thủy thủ hoạt động trên tàu xuống còn 158 người, chỉ bằng một nửa so với các tàu khu trục phổ biến hiện nay.
Tàu Zumwalt chạy bằng động cơ điện. Tàu có thể tạo 78 megawatt điện. Tàu có hệ thống phát hiện tàu ngầm tiên tiến và được trang bị nhiều vũ khí hiện đại như tên lửa dẫn đường.
Tàu được trang bị hệ thống 20 bệ phóng tên lửa Mk. 57 VLS, pháo cỡ nòng 155 mm và hai súng phòng không MK-110 cỡ 57 mm. Tàu có thể bắn tên lửa từ khoảng cách 100 dặm, tàn phá trực tiếp căn cứ quân sự bờ biển của đối phương. Nó còn được hỗ trợ bởi 1 máy bay trực thăng SH-60 Sea Hawk và 3 chiếc UAV MQ -8 Fire Scout.
USS Zumwalt mang được 90 tên lửa, ít hơn so với tàu khu trục lớp Arleigh Burke có thể mang theo 96 tên lửa, còn một tàu tuần dương tên lửa lớp Ticonderoga có thể mang 128 tên lửa có điều khiển.

## Những điểm yếu trong thiết kế
Ban đầu, Zumwalt dự kiến được trang bị pháo điện từ với tốc độ viên đạn bằng 7 lần tốc độ của âm thanh, đạt tầm bắn 300 km. Tuy nhiên khi chiếc tàu được chạy thử vào tháng 12/2015, không hề thấy khẩu súng ray này vì Mỹ vẫn chưa thể chế tạo được loại vũ khí này. Thay vào đó, tàu chỉ mang những khẩu pháo 155mm thông thường.
Thiết kế thân tàu Zumwalt ngược với kiểu thân tàu truyền thống, với phần thân rộng ở bên dưới và hẹp dần ở bên trên. Nhiều người lo ngại rằng kiểu thân tàu này không có độ ổn định như thân tàu truyền thống trong điều kiện biển động, thậm chí có thể gây lật tàu nếu bị sóng cao hơn 10m đánh trúng ở một số vị trí nhất định. Ngoài ra, so với thiết kế thân tàu truyền thống, nguy cơ lật tàu của kiểu thiết kế này cũng tăng nhanh hơn khi tăng độ cao của trọng tâm so với mực nước biển.
USS Zumwalt nếu rời xa sự yểm hộ của các tàu sân bay, thì nó vẫn dễ bị đối phương phát hiện và tiêu diệt. Do kích thước khổng lồ của mình, dù được trang bị khả năng tàng hình song USS Zumwalt vẫn dễ bị đối phương phát hiện bằng ảnh vệ tinh
Vì thiết kế tàng hình nên lượng vũ khí mà USS Zumwalt có thể mang theo bị giảm đi so với tàu cùng kích cỡ. Con tàu không có năng lực phòng thủ trước các cuộc tấn công lớn bằng tên lửa đạn đạo, đây là một trong những lý do chính khiến hải quân Mỹ quyết định ngừng đóng thêm tàu loại này. Tổ hợp radar AN/SPY-3 trên Zumwalt không hoạt động ở tần số thích hợp cho loại nhiệm vụ này. Đây là một điểm yếu lớn vì đánh chặn tên lửa đang là ưu tiên cao để đối phó với kho tên lửa đạn đạo lớn của Trung Quốc tại khu vực Tây Thái Bình Dương.
Giá thành cao cộng với việc không phù hợp với yêu cầu tác chiến khiến cho kế hoạch đóng 32 tàu lớp này bị hủy bỏ, thay vào đó chỉ có 3 chiếc Zumwalt được đóng, Hải quân Mỹ dự định sẽ hiện đại hoá các tàu khu trục lớp Arleigh Burke Flight III
Đến cuối năm 2017, tàu USS Zumwalt vẫn lạc lõng trong hải quân Mỹ khi không được biên chế vào đơn vị cụ thể nào, thiếu vũ khí và không có nhiệm vụ rõ ràng. Việc thay đổi nhiệm vụ sang diệt hạm có thể thay đổi thực trạng này, vẫn chưa rõ những cải tiến nào sẽ được áp dụng. Nhưng ngày nay Hải quân Mỹ đang cố gắng phát triển các tên lửa hành trình tầm xa đặt trên Zumwalt nhằm để tận dụng khả năng tàng hình và tấn công từ xa. Hải quân Mỹ đang tích hợp các vũ khí siêu thanh và tên lửa tầm xa cho zumwalt. Đây là lợi thế lớn cho con tàu khi kết hợp khả năng tàng hình và tấn công tầm xa